# Remi Le Paige
Remigius Joannes Baptista Maria Le Paige ou aussi Lepaige, appelé Remy, né à Herentals le 1er octobre 1844 et y mort le 19 juin 1932 , est un homme politique belge flamand, membre du Parti catholique.

## Biographie
La famille de notables Le Paige est établie à Herentals depuis 1726. Ils furent échevins, bourgmestres et notaires.  Le père de Remi, notaire Henri Le Paige fut bourgmestre d'Herentals (1836-1848). Henri perdit son père à 4 ans et sa mère Maria Proost deux ans après. Remy Le Paige ne termina pas ses études de droit. Il demeura au château Le Paige en style néo-renaissance flamand qu'il fit construire en 1892 par l'architecte lierrois J.B. Van Boechout.

En 1872, il épousa Augusta Kramp d'Anvers. Le francophone bilingue Le Paige entra quelques années plus tard en politique en pleine guerre scolaire (1879-1884). Lui-même offrit terrain et fonds pour l'établissement d'une école catholique à Herentals. En 1879, il fut élu conseiller communal et en 1884, il fut élu conseiller provincial.

Le Paige appartint avec Joannes Baptista Heylen et la famille Van Schoubroeck à l'élite catholique de sa ville. Sa famille s'alliait aux Heylen lorsque son frère Hubert épousa une de ses filles en 1870. Ainsi, au décès de Heylen, Le Paige lui succéda comme député permanent de la province d'Anvers. 

En 1900, Le Paige fut élu député de l'arrondissement de Turnhout. En 1919, Le Paige fut victime de la modernisation de son parti : il fut mis de côté lors d'une élection.